# 塞纳赫特里·雅赫摩斯
塞纳赫特里·雅赫摩斯是古埃及第二中间期，第十七王朝的第七位法老。塞纳赫特里在希克索斯第十五王朝统治下埃及时，统治了上埃及底比斯区域。他至少于公元前1560或1558年驾崩。

## 家庭
塞纳赫特里是塞赫姆拉-何鲁希玛特·因提夫的独子。丹麦埃及考古学家金·瑞霍尔特发现，由于塞纳赫特里和塞格嫩拉与卡摩斯一起被记载为西方领主之一，因此塞纳赫特里通常被认为是雅赫摩斯一世祖母特提舍丽王后的不明丈夫。塞纳赫特里的继承人为塞格嫩拉·陶。塞赫特里同时也是特提舍利的丈夫，雅赫摩斯一世在阿拜多斯的石碑称特提舍利为：“伟大国王的妻子”和“朕母亲的母亲” 。所以塞纳赫特里就是雅赫摩斯一世的祖父。

## 存在证明
不像后来的塞格嫩拉·陶和卡摩斯，关于塞纳赫特里的记载相对模糊，直到2012年通过出土于底比斯的卡尔纳克王表得到了证明  根据2012年之前的考古证据，塞纳赫特里的统治时间很短，可能仅仅只有数月到至多一年。2012年时，在卡纳克发现了塞纳赫特里的两座重要古迹，一个刻有他的王名，另一个则是破碎的石灰石门楣。 石灰石门楣镌刻了正面这个遗迹属于塞纳赫特里的象形文字记载，记载了这些文字石灰石块的是来自今天的赫勒万，而当时的赫勒万在塞纳赫特里在位期间是受希克索斯控制。

## 本名

### 2012年前的假设
根据雅培纸莎草（第三段，1.10）的参考，塞纳赫特里的本名长时间被相信为“（老）陶”。纸莎草的确提到了有两位国王的名字叫陶。第二个叫陶的国王被识别出是塞纳赫特里，因为第一个名为陶的法老带有完整的名字而被确认为时塞格嫩拉·陶。于是，这个理论一直占着埃及学界的一位，直到2012年Darrell Baker分享出一个例子，虽然它也存在争议。例如，埃及学家Claude Vandersleyen早在1983年反对了这个理论。此外，他在1997年的第二中间时期的研究，埃及学家Kim Ryholt提出塞纳赫特里的本名更可能是西阿蒙：
|  | 这个本名被刻在发现于德拉阿布纳加坟墓里的两个印章之一，另外一个刻的是塞纳赫特里的王位名（他的本名是陶）。这已被提出说西阿蒙这个名字在这里只是被用作修饰语。在这种情况下，这会被放置在本名之处，因为这个名字紧接在‘拉之子’称号的后面。然而，除了一个事实，即卡摩斯有时在对战阿波菲斯期间因政治原因将其以‘伟大的统治者’所代替，而‘拉之子’的称号在第二中间时期总是有一个适当的本名跟随在后。因为西阿蒙在新王国时期是个出名的名字，似乎更有可能的是，我们所持里的名字是修饰名。实际上，这两个印章是一起被发现的，而且在工艺上是几乎相同，这表明它们在大约在同一时间制作并给予墓主人。因此西阿蒙这个名字或多或少必须符合塞格嫩拉的当代风格，而且因为其无法确定西阿蒙与他的继任者（即卡摩斯）的身份，这表明西阿蒙是塞纳赫特里的本名。 |

### 发现
2012年3月彻底改变了争议局面，当CFEETK（卡纳克神庙法国和埃及研究中心）公布了17王朝卡纳克阿蒙神庙粮仓的大型石灰石门框的象形文字。门框镌刻着塞纳赫特里的全名并表明其本名为雅赫摩斯。这个名字和塞纳赫特里的孙子——打败希克索斯并建立18王朝的内布普赫提拉·雅赫摩斯一世的名字是一样的。门上的铭文表明，这个门框是塞纳赫特里命令建造的。这个门随后被重新使用，并且在毗邻的卡纳克卜塔神庙建造时被发现。塞纳赫特里的法老王名在门框所揭示是这样的：“Hr mry-mAa.t nswt bjty snxt-n-ra sA ra jaH-ms”，翻译出来为：“荷鲁斯梅里玛特，上下埃及国王塞纳赫特里，拉·雅赫摩斯之子。”重用门的铭文指塞纳赫特里“为其父阿蒙-拉（即门本身）用从阿努的美丽白色石头建了一个纪念碑。”阿努位于今天的图拉，靠近开罗。这意味着塞纳赫特里从希克索斯控制的图拉下埃及区域进口了石灰石。然而Biston-Moulin提醒说“阿努的美丽的白石头”有时被用作某些当地采石场石头的总称。与此同时，由同一组法国学者破获的局部门楣上刻着提到塞纳赫特里本名的文字：
|  | 贝迪特，伟大的神 - 【天神万岁】【由】赋予了像拉神的永恒生命的塞纳赫特里所作！ - 【欢呼】赋予了像拉神的永恒生命的拉·雅赫摩斯之子！ |

粮仓门的两个分开铭文及于2012年1至2月在卡纳克发现的零碎门楣显示塞纳赫特里的本名为“雅赫摩斯”，而不是之前认为的“陶”。Biston-Moulin文章简要中写道：
|  | 刻着塞纳赫特里·雅赫摩斯名字的粮仓门最近在靠近卡纳克的卜塔神庙所发现。铭文让这位之前只能通过后期王表得知加冕名的17王朝国王，更加精确确定身份。他们同时也发现了塞纳赫特里的本名：雅赫摩斯。塞纳赫特里·陶一世和塞纳赫特里·西阿蒙两个名字必须被弃用了。记录于纸莎草，识别国王位于底比斯克罗波利斯的坟墓的拉美西斯时期调查报告意见也被屏弃。只有一位国王的本名是“陶”，即塞格嫩拉。塞纳赫特里的本名雅赫摩斯导致了这样的结论：这位国王一定是17王朝晚期至18王朝早期雅赫摩斯家族的一员，且也是已知最早的一员代表。最终，文件上有着雅赫摩斯这个本名的只能归属于塞纳赫特里或是雅赫摩斯一世。 |

## 註腳
1. 1 2 3 4 5 6 7  Sébastien Biston-Moulin: Le roi Sénakht-en-Rê Ahmès de la XVIIe dynastie, ENiM 5, 2012, p. 61-71, available online （页面存档备份，存于）.
2. 1 2  Darrell D. Baker: The Encyclopedia of the Pharaohs: Volume I - Predynastic to the Twentieth Dynasty 3300–1069 BC, Stacey International, ISBN 978-1-905299-37-9, 2008, p. 380
3. ↑  Kim Ryholt, The Political Situation in Egypt during the Second Intermediate Period, Carsten Niebuhr Institute Publications, Museum Tusculanum Press, 1997. pp.278-79
4. ↑  stela CG 34002 now in the Egyptian Museum
5. ↑  Ryholt, p.278
6. ↑  Renian'shi'shdford: 43, 48 [12]
7. ↑  Redford: 43, 48 [12]
8. ↑  A Pharaoh Of The Seventeenth Dynasty Identified At Karnak 的存檔，存档日期2012-03-11. CFEETK
9. ↑  Gate found in Karnak Temple adds new name to ancient kings' list （页面存档备份，存于） Al-Ahram, March 4, 2012
10. ↑  Claude Vandersleyen: Un Seul Roi Taa sous la 17e Dynastie. In: Göttinger Miszellen Bd. 63, Göttingen 1983, ISSN 0344-385X, S. 67-70.
11. ↑  Ryholt, pp.279-80
12. ↑  Sébastien Biston-Moulin: Le roi Sénakht-en-Rê Ahmès de la XVIIe dynastie, ENiM 5, 2012, p. 61-71, available online （页面存档备份，存于）, at 63 n.10.